# Xian de Lhozhag
Le xian de Lhozhag (洛扎县 ; pinyin : Luòzhā Xiàn) est un district administratif de la région autonome du Tibet en Chine. Il est placé sous la juridiction de la préfecture de Shannan.

## Démographie
La population du district était de 18 091 habitants en 1999.
La ville de Lhozhag comptait 5 366 habitants en 2000.